# 呂継宏
呂継宏（1960年6月27日—）は、中華人民共和国の軍隊歌手。政府から中国国家一級演員に認定されている。国務院からの特別政府手当てを受けている。第十一回、十二回全国人民代表大会代表。現職は中国人民解放軍海軍政治部文工団副団長。

## 経歴
1960年6月27日、甘粛省天水市に生まれる。
1978年に西安音楽学院声楽系に入学、音楽教育者の陶立玲に師事しました。卒業後、呂継宏は蘭州師範専科学校（現在の蘭州城市学院）で音楽教師を務めている。
1985年、甘粛省歌舞団に入団。
1989年、海政歌舞団（現在の海政文工団）に移籍し、独唱歌手を担当。
2001年、中国音楽学院研究生班卒業、金鉄霖に師事。

## 代表曲
- 我愛這藍色の海洋
- 咱老百姓
- 軍港之夜
- 軍港の晚霞
- 媽媽の歌謠
- 節日の歌
- 上去高山望平川
- 水兵の祝福
- 在那水天相連の地方
- 海闊天高
- 送你一个金色の海螺

## 主な賞歴
1992年、CCTV第五回「五洲杯」（五洲カップ）全国青年歌手大賞賽民族唱法専業組第二名
1999年、『從軍報国歌』—全国第七届全軍文芸匯演声楽表演の特別貢獻賞。『咱老百姓（MTV）』—中宣部「五个一工程」賞
2003年11月、『国泰民安』—中国第四回金唱片賞最佳男演員賞、最佳専輯賞。
2007年12月、音楽劇『赤道雨』—第二十三回中国戲劇表演梅花賞。
2009年、「人民喜愛の的芸術家」。
2011年、中宣部、中国人力資源と社会保障部、中国文学芸術界連合会「全国中青年德芸双馨文芸工作者賞。